# Vargem Bonita (Santa Catarina)
Vargem Bonita é um município brasileiro do estado de Santa Catarina. Sua população, conforme a contagem do Censo Demográfico de 2022, é de 4.576 habitantes. Está situada na Região Geográfica Imediata de Joaçaba-Herval d'Oeste, e na Região Geográfica Intermediária de Chapecó.